# BlauweStad.nl
BlauweStad.nl is een voormalige schaatsploeg die deel uitmaakte van de Stichting Schaatsteam GroenOranje. Trainer van deze formatie was Jillert Anema en assistentcoach was Richard van Kempen.

## Ontstaan
BlauweStad.nl bestond als sponsor sinds 2006 toen Rintje Ritsma brak met schaatsploeg TVM. In november van dat jaar voegde sprinter Gerard van Velde zich bij Ritsma en volgden andere schaatsers. Na enkele jaren werd de ploeg weer opgeheven en opgevolgd door schaatsteam BAM.

## Langebaanschaatsers
Voor het seizoen 2008/2009 had BlauweStad.nl de volgende langebaanschaatsers:
| Mannen                   | Vrouwen            |
| ------------------------ | ------------------ |
| Alfred Bolks             | Daniëlle Bekkering |
| Johan Boonstra           | Helen van Goozen   |
| Eelco Bakermans          | Mayon Kuipers      |
| Sebastian Falk ( Zweden) | Bianca Roosenboom  |